# گالاهاد
سِر گالاهاد (انگلیسی: Galahad) در افسانه شاه آرتور عنوان یکی از شوالیه های میز گرد را دارد و در عین حال یکی از ۳ کاوشگر مشهور جام مقدس می‌باشد. او فرزند نامشروع سر لانسلوت و الین کوربنیک می‌باشد و به دلیل دلاوری و پاکدامنی کاملاً شهره است. از وی نخستین بار در چرخه لانسلوت-گریل نام برده می‌شود و داستان وی در ماجراهی بعدی از جمله مرگ آرتور ادامه می‌یابد. نام وی نباید با گالیهوت، یک شوالیه دیگر و متفاوت افسانه آرتور اشتباه گرفته شود.

## نگارخانه

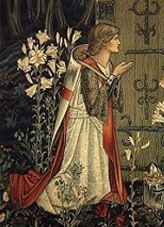
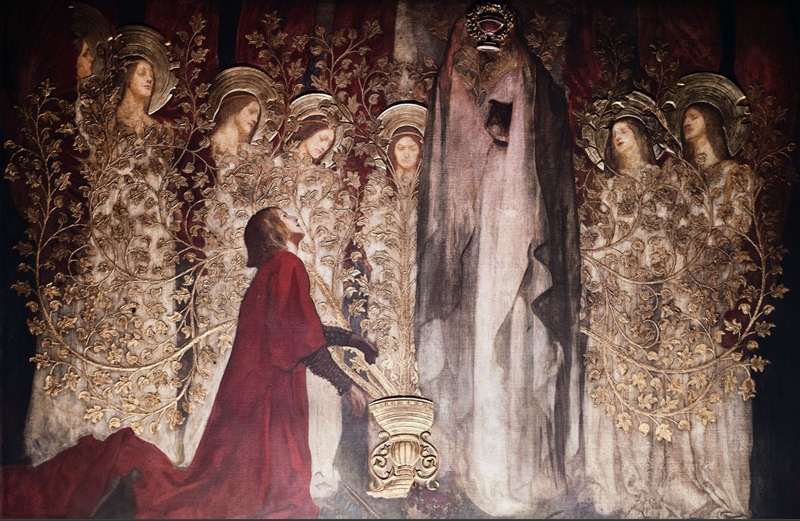
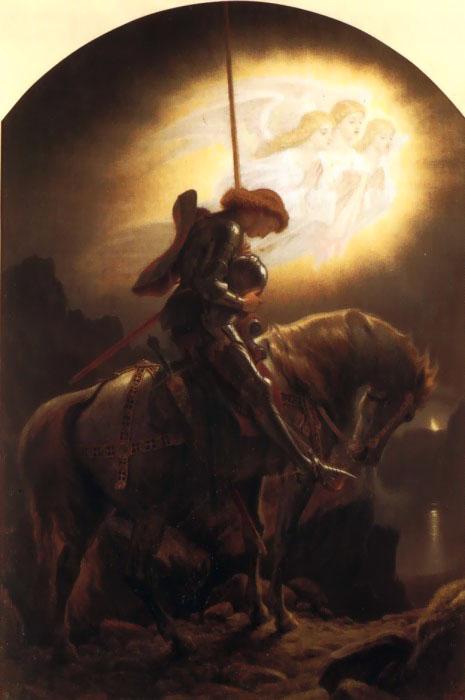
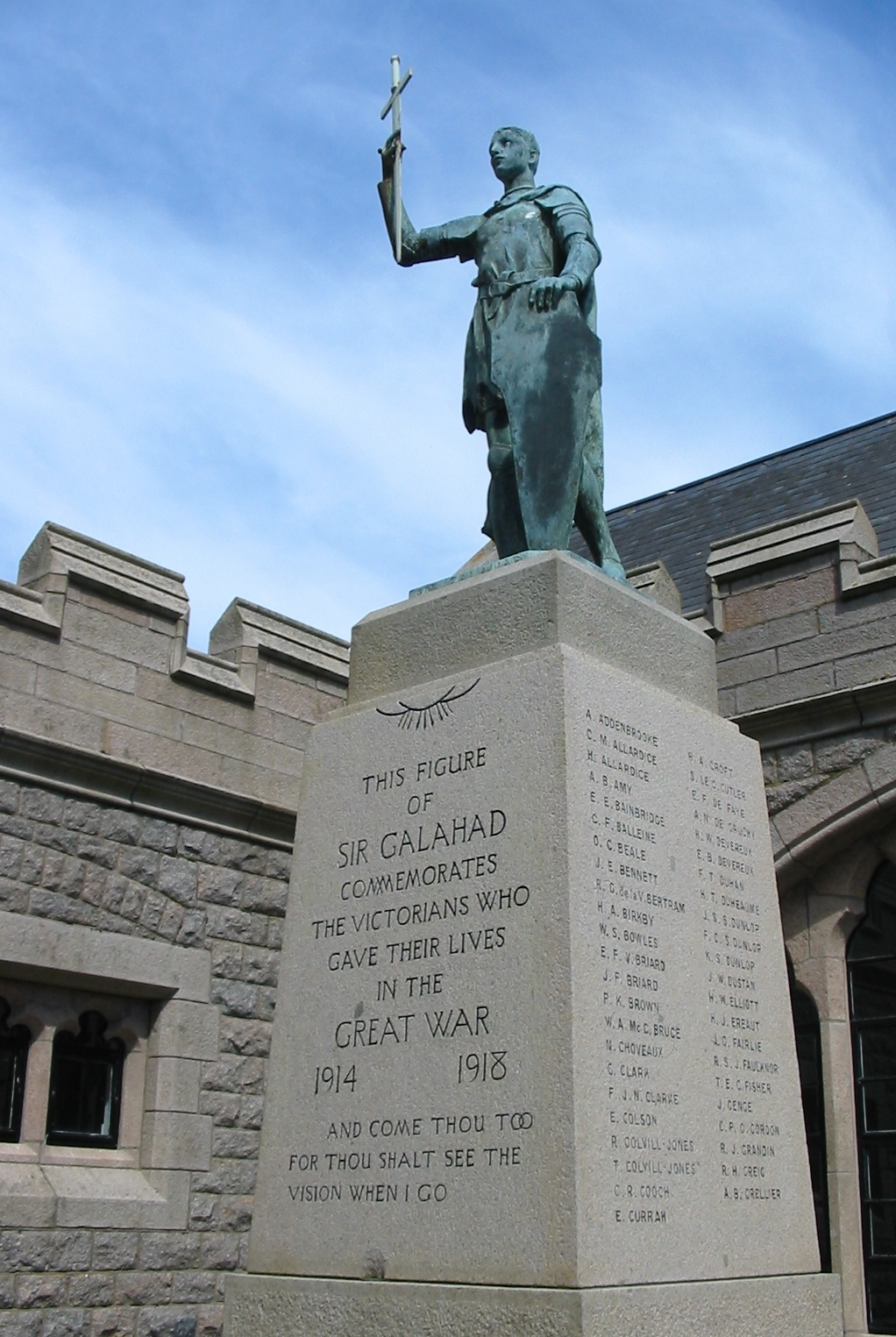
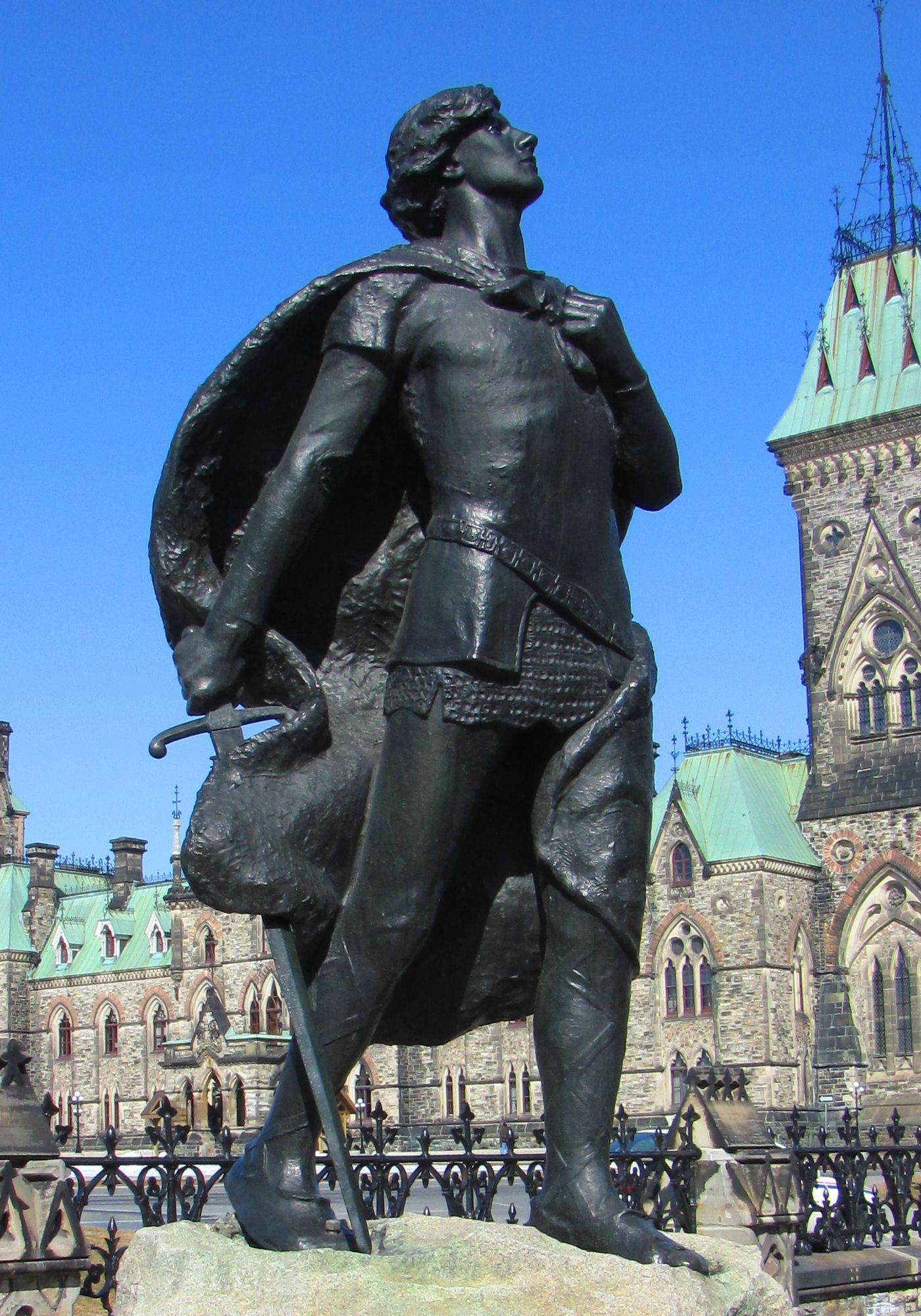